# 1683 en France
Chronologie de la France
- 1679
- 1680
- 1681
- 1682
- 1683
- 1684
- 1685
- 1686
- 1687

Cette page concerne l’année 1683 du calendrier grégorien.

## Événements
- 7 mai : résistance pacifique des protestants aux dragonnades et à la destruction des temples. Seize « directeurs », représentant les provinces ecclésiastiques du Dauphiné, des Cévennes, du Haut et le Bas Languedoc, du Vivarais, du Poitou et de la Saintonge se réunissent chez l’avocat de Toulouse Claude Brousson et approuvent un projet en 18 articles. Il est décidé de se convertir sincèrement à Dieu, puis de s’assembler, le 27 juin suivant, dans tous les lieux où le culte réformé a été interdit. Un jeûne public est décidé pour le dimanche 4 juillet. Une requête est envoyée au roi qui lui assure le dévouement de ses sujets réformés tout en affirmant leur droit à la liberté de culte[1]. Le rassemblement, reporté au 18 juillet, échoue, sauf dans le Vivarais, les Cévennes et le Bas Languedoc[2]. Les réformés organisent le camp du Vivarais (assemblée de Chalencon les 29 et 30 juillet, présidée par le pasteur Isaac Homel[3]) et d’Anduze (assemblée de Colognac le 6 septembre[4]).
- 26-27 juin : Abraham Duquesne bombarde Alger et obtient la libération de tous les esclaves français[5].
- 11 juillet : trois ou quatre mille protestants se réunissent sur les ruines du temple de Saint-Hippolyte-du-Fort, dans les Cévennes[6].
- 18 juillet : rassemblements de protestants en Vivarais et en Dauphiné[1].
- 21 juillet : Hüseyin Mezzomorto, libéré par Duquesne, fait assassiner le dey d’Alger et prend sa place. Duquesne reprend le bombardement de la ville. En représailles, Mezzomorto fait exécuter le consul de France, le père Jean Le Vacher et 22 de leurs compatriotes sur la bouche d’un canon. Alger ne capitule pas. L’escadre française est de retour à Toulon le 25 octobre[5].

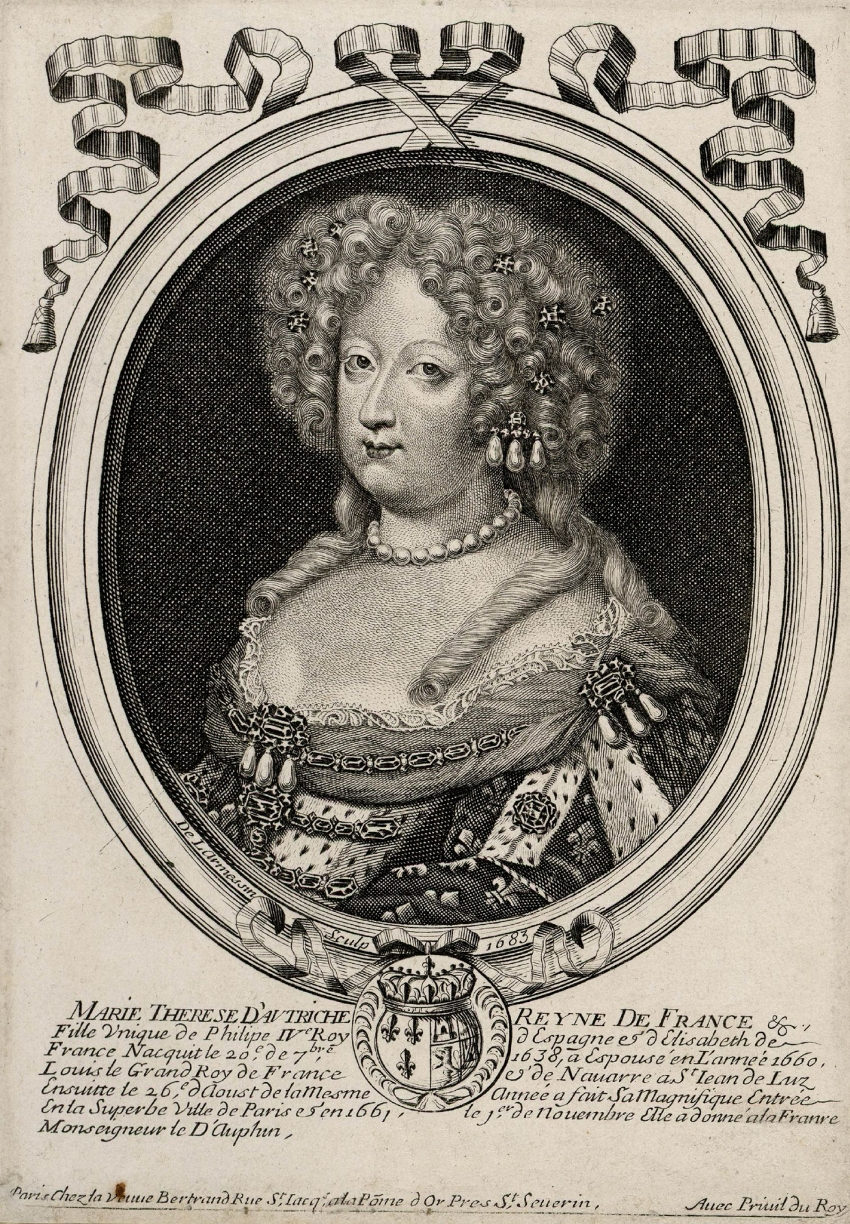
Marie-Thérèse d’Autriche en 1683, gravure de Nicolas de Larmessin.

- 30 juillet : mort de la reine Marie-Thérèse, femme de Louis XIV[7]. Fleury devient aumônier du roi après la mort de la reine[8].
- 29 août : les dragons du marquis de Saint-Ruth dispersent une assemblée religieuse protestante au « camp de l’Éternel » près de Bourdeaux ; une cinquantaine de protestants sont tués dans le combat, brûlés ou pendus, les prisonniers sont condamnés aux galères, le pasteur Lautier doit s’exiler[1].
- 6 septembre : mort de Colbert. Son fils Colbert de Seignelay prend son poste à la tête de la Marine royale et à la Maison du Roi[9].
- 8 septembre : Louvois devient surintendant des bâtiments, arts et manufactures[9].
- 11 septembre : l’avocat protestant Antoine Charnier est roué vif à Montélimar[1].
- 26 septembre : les huguenots sont massacrés par les dragons de Saint-Ruth au combat d’Herbasse à Boffres. La répression s’abat sur le Vivarais. Le 28 septembre, une amnistie royale est publiée et acceptée par les directeurs des provinces ecclésiastiques[1].
- 3 octobre : l’intendant de Béarn, Du Bois de Baillet, propose au Contrôleur général des finances Le Peletier un projet de lettres patentes qui prévoit l’affranchissement les Cagots, en échange d’une taxe de deux louis d’or (20 livres) par tête, qui devrait rapporter entre 45 000 de 50 000 livres. Il semble que ces lettres patentes n’aient jamais été enregistrées par aucun Parlement, mais le statut juridique des Cagots s’améliore après cette date[10].
- 5 octobre : les dragons sont à Anduze[11]. Le 8 octobre, ils entrent à Saint-Hippolyte où les habitants, réfugiés en famille et armés au « camp de l’Éternel », sur une hauteur près de la ville, se rendent sans combat[6].
- 9 - 10 octobre : mariage morganatique de Louis XIV et de Madame de Maintenon, jamais rendu public[7]. Une étude historique soutenue par Louis Hastier (Louis XIV et Madame de Maintenon Ed. Librairie Arthème Fayard, 1957) préconise la date de 1697 pour ce mariage, thèse qui n'a pas été retenue par les historiens[12]. Madame de Maintenon, dévote, fondatrice de la Maison d'éducation de Saint-Cyr, exerce une influence d’austérité sur la Cour[13].
- 26 octobre : l’Espagne, agressée aux Pays-Bas, déclare la guerre à la France. Prompte victoire des armées de Louis XIV. Les Français prennent Courtrai (6 novembre), Dixmude (10 novembre) et Créqui bombardent Luxembourg (22-26 décembre) avant le l’assiéger le 28 avril 1684[14].
- 27 octobre : le pasteur protestant Isaac Homel, arrêté sur dénonciation près d'Aubenas, est roué vif à Tournon[15].
- 19 décembre : naissance du duc d’Anjou, futur Philippe V d’Espagne[16].